# Steen Wrist
Steen Wrist Ørts (født 9. december 1980 i Harboøre) er en dansk kommunalpolitiker, der i perioden fra 1. januar 2021 til 23. april 2024 er borgmester i Fredericia Kommune, valgt for Socialdemokratiet.
Steen Wrist var af medlem byrådet i Fredericia fra 2013 til han fratrådte som borgmester i 2024. Han overtog borgmesterposten som følge af partifællen Jacob Bjerregaards afgang fra posten. Wrist blev valgt som borgmesterkandidat af en enig socialdemokratisk byrådsgruppe den 9. december 2020. På et senere byrådsmøde 30. december 2020 i Fredericia Kommune udtrådte Jacob Bjerregaard af byrådet og dermed også sit borgmesterembede. Et enigt byråd valgte Steen Wrist som ny borgmester pr. 1. januar 2021. Særligt de første måneder i stolen blev præget af, at der blev fremlagt en advokatundersøgelse af Jacob Bjerregaard, at flere ledende embedsmænd stoppede samt at Sydøstjyllands Politi også granskede Jacob Bjerregaard-sagen. 
Han meddelte i januar 2024, at han ikke genopstiller som Socialdemokratiets borgmesterkandidat ved kommunalvalget i 2025 samt at han overvejer, om han overhovedet stiller op til yderligere en periode i byrådet. 17. april samme år meddelte han, at han ville trække sig på et ekstraordinært byrådsmøde senere samme måned idet han havde fået job som forstander for kursuscentret Laugesens Have. Han fratrådte som borgmester og udtrådte af byrådet 23. april 2024.